# Arthur Giry
Arthur Giry (Trévoux, 29 febbraio 1848 – Parigi, 13 novembre 1899) è stato un diplomatista, paleografo e storico francese.

## Biografia

### Giovinezza
Arthur Giry è figlio di un curatore dei contributi diretti di Joigny. Dopo gli studi classici, entrò nell'École de Chartes, dove l'insegnamento di Jules Quicherat lo portò a studiare la storia medievale. Allo stesso tempo, ha frequentato l'Ecole des Hautes Etudes, dalla sua fondazione nel 1868, e quelli della Facoltà di Giurisprudenza, dove ha ottenuto la licenza (1875).

### Lo storico
Giry iniziò la sua ricerca studiando le carte comunali di Saint-Omer con la sua tesi all'École de Chartes intitolata Prolegomena del cartulario della Chiesa di Nostra Signora di Saint-Omer (1870). Ottenne rapidamente un incarico all'Ecole des Hautes Etudes (1874) e fu nominato direttore degli studi: pubblicò quindi la sua prima opera importante Storia della città di Saint-Omer e delle sue istituzioni fino al XIV secolo (1877). Ha poi esteso il suo studio ad altre città, seguendo le tracce aperte da Augustin Thierry.
La consultazione metodica di un numero molto ampio di archivi comunali e dipartimentali gli consentì di rinnovare lo studio delle comunità urbane nella Francia medievale: le sue lezioni all'École des Hautes Etudes riguardano questo tema e Giry pubblicò diversi libri, tra cui che Le radici di Rouen (1883-1885), lo Studio sulle origini del comune di Saint-Quentin (1887) o Sui rapporti della potere regio con le città della Francia dal 1180 al 1314 (raccolta di documenti, 1885).

### Il diplomatista
Le scuole storiche francesi e tedesche erano allora in competizione. Per non essere da meno, gli studi diplomatici vengono rianimati in Francia, in particolare all'École de Chartes dove Arthur Giry diventa l'assistente (1883) e il successore (1885) di Louis de Mas Latrie dopo essere stato segretario della scuola per sette anni (dal 1878). Divenne il secondo padre della diplomatica, dopo Mabillon, pubblicando il suo Manuale di Diplomatica (1894), ancora usato oggi. Fu eletto all'Académie des inscriptions et belles-lettres nel 1896. Ha subito intrapreso con i suoi allievi l'edizione dei diplomi carolingi per la Monumenta Germaniae Historica e gli annali del tempo, assumendosi la responsabilità di quelli del regno di Carlo il Calvo. Morì prima di finire i suoi ultimi lavori.

### L'archeologia
Giry è stato interessato anche all'archeologia, studiando in particolare i trattati medievali sui processi tecnici utilizzati nell'arte e nell'industria. Diede una nuova edizione dell'opera di Teofilo, il Diversarum artium schedula, e trascorreva ogni sabato mattina nel laboratorio del chimico Aimé Girard al Conservatoire des Arts et Métiers. I risultati furono usati da Marcellin Berthelot nel primo volume della sua opera Chimica nel Medioevo (1894). Partecipò attivamente alla raccolta di testi relativi alla storia del Medioevo, essendo direttore della sezione "Histoire de France" de La Grande Encyclopédie (scrisse per la collana più di cento articoli) e redigendo numerosi capitoli di la storia generale di Lavisse e Rambaud.

## Opere
- L'École des chartes, 1875
- Les établissements de Rouen, 1883
- Analyse et extraits d'un registre des archives municipales de Saint-Omer, 1166-1778, 1875
- Notes sur l'Influence artistique du Roi René, 1875
- Histoire de la ville de Saint-Omer et de ses institutions, 1877
- Notice sur un traité du Moyen Âge intitulé : De coloribus et artibus Romanorum, 1878
- Recueil de fac-similés à l'usage de l'École des chartes, 1880
- Chartes de Saint-Martin de Tours collationnés par Baluze, 1881
- Cartulaires de l'église de Térouane, 1881
- Jules Quicherat, 1814-1882, 1882
- Documents sur les relations de la royauté avec les villes en France de 1180 à 1314, 1885
- Mélanges d'archéologie et d'histoire, 1885-1886
- Études sur les origines de la commune de Saint-Quentin, 1887
- Les derniers Carolingiens, Lothaire, Louis V, Charles de Lorraine (954-991), 1891
- Manuel de diplomatique
- La Donation de Rueil à l'abbaye de Saint-Denis, examen critique de trois diplômes de Charles le Chauve, 1895
- La France et l'Affaire Dreyfus, 1899.
- Étude critique de quelques documents angevins de l'époque carolingienne, 1900
- Notices bibliographiques sur les archives des églises et des monastères de l'époque carolingienne, 1901
- Monuments de l'histoire des abbayes de Saint-Philibert (Noirmoutier, Grandlieu, Tournus), 1905
- Recueil des actes de Charles II le Chauve, roi de France, cominciato da Arthur Giry, continuato da Maurice Prou, terminato e pubblicato sotto la direzione di Ferdinand Lot e di Clovis Brunel, 1955